# Phaeoseptoria papayae
Phaeoseptoria papayae är en svampart som beskrevs av Speg. 1908. Phaeoseptoria papayae ingår i släktet Phaeoseptoria och familjen Phaeosphaeriaceae.   Inga underarter finns listade i Catalogue of Life.